# Средній Гастерай
Средній Гастерай (словен. Srednji Gasteraj) — поселення в общині Светий Юрій-в-Словенських Горицях, Подравський регіон‎, Словенія.

## Пам'ятки культури
Пам'яткою XIX ст. є садиба Шенекар з головним фасадом, господарськими будівлями та меншими будівлями. Всі будівлі з цегляними дахами.
Ще одною пам'яткою є три могильники римської доби діаметром 8–10 м та висотою 1 м з висотою від 0.6 до 1 м.